# Art Tower Mito

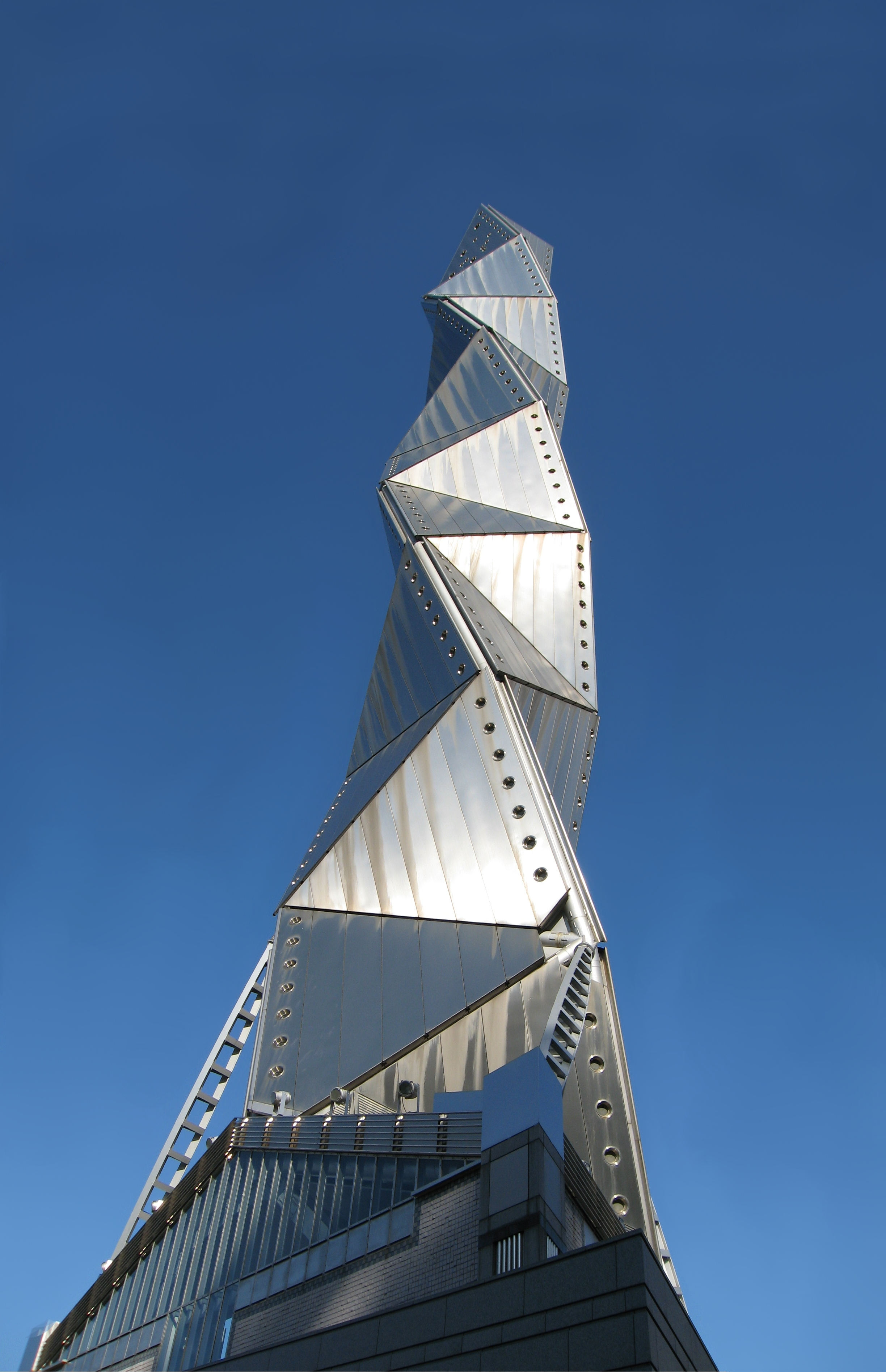
Art Tower Mito (2006)

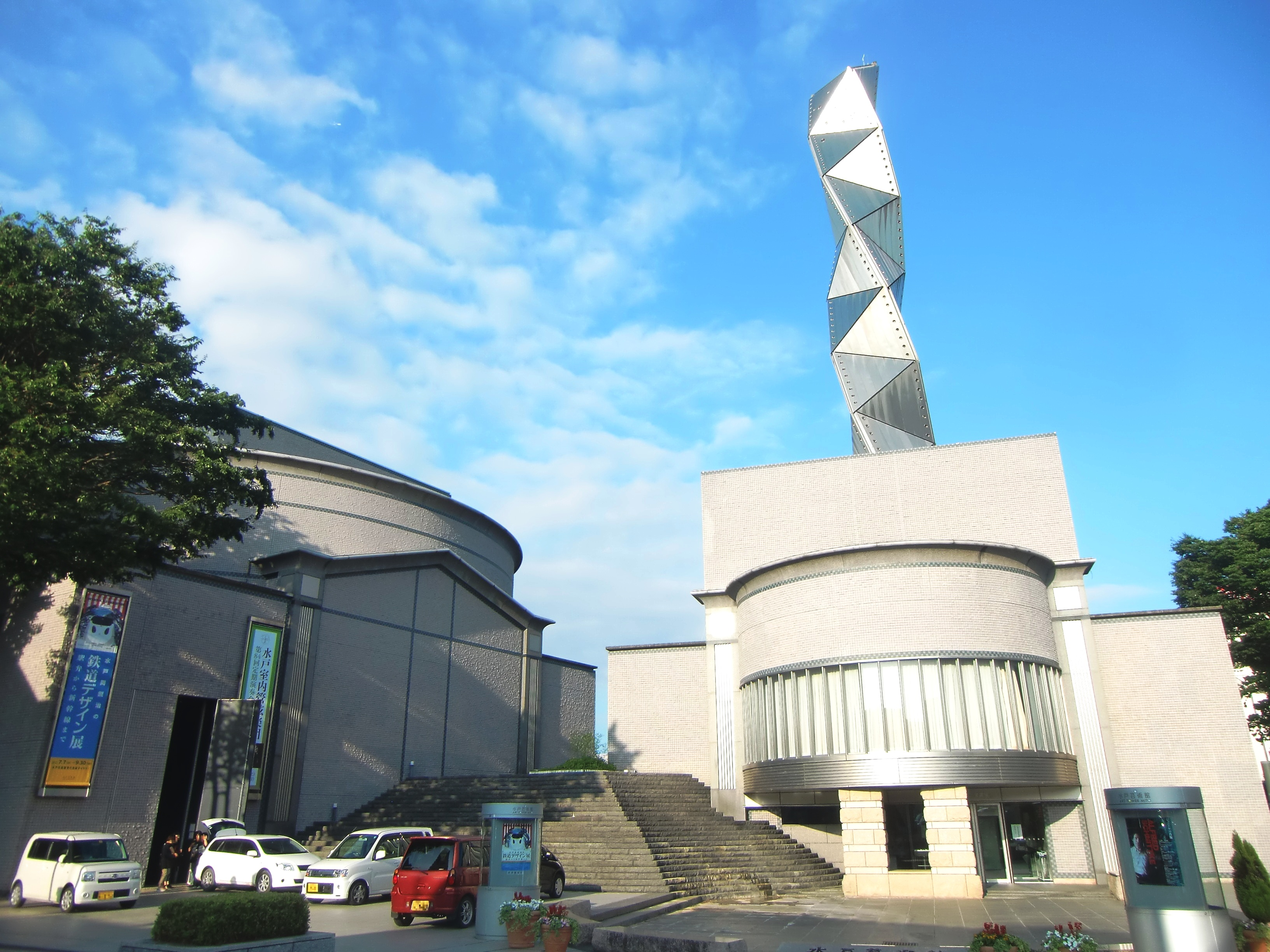
Der Platz mit dem Sockel des Turms auf der rechten Seite (2012)

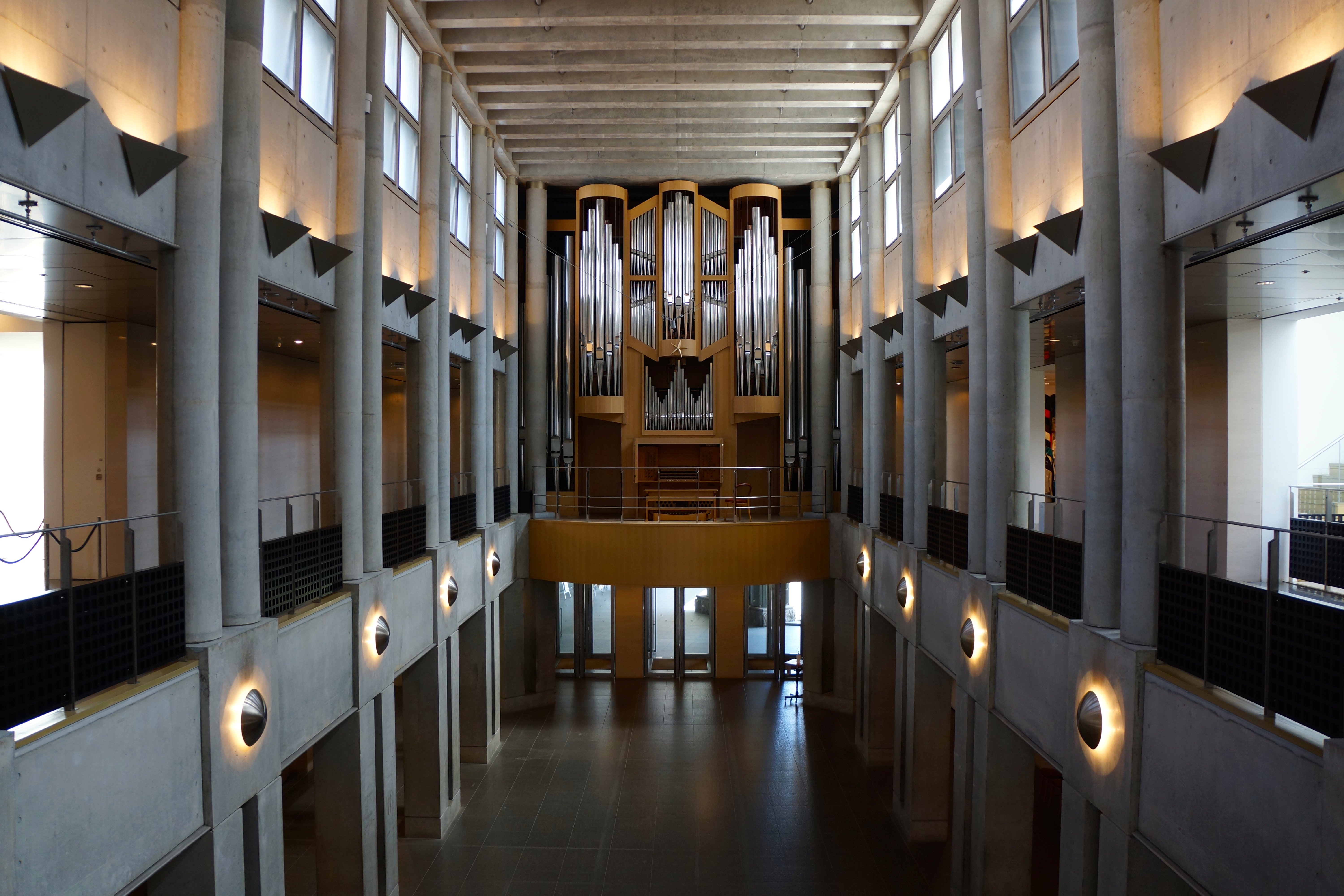
Die Orgel im Eingangsbereich (2014)

Der Art Tower Mito (kurz: ATM) ist Teil und Spitzname des städtischen Kunstmuseums von Mito (水戸芸術館, Mito Geijutsu-kan) in Japan.

## Gebäude
Der Komplex besteht aus mehreren Gebäuden, die um einen Platz gruppiert stehen und Ausstellungsflächen sowie Veranstaltungsräume und ein Kino enthalten. Eines der Gebäude ist der 100 Meter hohe Turm, der vom japanischen Architekten Arata Isozaki ab Dezember 1986 entworfen wurde. Die Fertigstellung und Eröffnung war im Februar 1990. Die Fassade besteht aus stählernen Dreiecken, die sich in Form einer Boerdijk-Coxeter-Helix zur Spitze drehen. In dem Turm befinden sich vier nutzbare Geschosse. Zugänglich ist der Turm über eine Eingangshalle in einem zweigeschossigen Sockelbau, der ebenfalls für Ausstellungen genutzt wird.
Im kirchenbauähnlichen, hohen Eingangsbereich befindet sich eine der größten Orgeln des Landes. Sie wurde von zwei japanischen Orgelbauern gebaut, die ihre Ausbildung in Deutschland erhielten. Das Instrument wird in den Mittagsstunden und an den Wochenenden für Gratis-Konzerte genutzt.

## Erdbeben 2011
Beim Tōhoku-Erdbeben im März 2011 wurde der Komplex im Inneren beschädigt und für Aufräumarbeiten und Sicherheitsüberprüfungen bis Ende Juni 2011 geschlossen. Die erste Ausstellung nach der Wiedereröffnung war CAFE in Mito 2011 – Relationships in Color.